# Reserva natural integral Punta Lara
La reserva natural integral Punta Lara, también denominada reserva de Punta Lara, es un espacio natural protegido por el Gobierno de la Provincia de Buenos Aires, situado en la costa del Río de la Plata al noroeste de la localidad de Punta Lara, en el nordeste de la provincia de Buenos Aires, Argentina. Originalmente poseía 29 ha, pero a comienzos del siglo XXI fue ampliada a 6000 ha.

## Características generales
Ubicación
Se encuentra localizada en las coordenadas: 34°47′28.70″S 57°59′49.54″O / -34.7913056, -57.9970944, en el sector norte del partido de Ensenada y el sudeste del partido de Berazategui. 
Al ser esta una reserva natural urbana, sus roles principales son la educación e interpretación ambiental, la conservación de los recursos biológicos, la investigación científica, la participación de la ciudadanía y, por último, el esparcimiento de la población.
La mayor parte de la reserva queda inundada durante las sudestadas. El agua permanece sobre los albardones de la superficie protegida sólo algunas horas, actuando como aportes extras a la precipitación y manteniendo el subsuelo con agua dulce siempre disponible para las raíces de las leñosas.
Clima
En la clasificación de Papadakis, a la reserva se la incluye en el área de clima subtropical marítimo, gracias a la acción morigeradora del gran río con aguas provenientes de latitudes intertropicales. Las precipitaciones anuales totalizan alrededor de 1040 mm, estando repartidas especialmente entre los meses cálidos. En invierno suelen presentarse suaves heladas, las que se van intensificando a medida que aumenta la distancia al Plata, además de disminuir la cobertura arbórea.
El promedio térmico desde el año 1909 hasta el 2005 fue de 16,2 °C, siendo el mes más cálido enero con 22,8 °C de media y el más frío julio con 9,9 °C.

## Historia
Primitivos habitantes
En la zona de Punta Lara se han hallado numerosos objetos pertenecientes a las primitivas etnias de amerindios que habitaron el nordeste bonaerense: pipas angulares, piezas líticas como raspadores o puntas de flecha, tiestos correspondientes a restos de alfarerías tubulares, vasos, urnas funerarias, ollas, etc.  
No hay total certeza sobre quienes fueron sus creadores, aunque hay coincidencia en que se los relaciona a algunas de las comunidades que vivieron en la orilla sur del Plata: guaraníes (en relación con los restos de cerámica decorados con pinturas de color ocre-rojizo sobre fondo blanco) y querandíes, o tal vez también hayan pertenecido a otra etnia distinta, caracterizada por alfarería con ornamentos incisos.
Etimología toponímica
Etimológicamente, el topónimo "Lara" es un epónimo que recuerda al propietario de las tierras de esta región en el año 1700: el capitán Bernardo de Lara, quien tomó posesión de la zona de la punta homónima, cabo que era denominado anteriormente “punta Ballena” en razón de un varamiento de ballenas que se había producido allí.
Siguientes pobladores e investigaciones
Las tierras pasaron luego a la familia Ximenez, y en 1850 a Simón Pereyra, quien formó en la zona el establecimiento denominado estancia “San Juan”, el cual se escrituró recién en 1878 a favor de Leonardo
Pereyra Iraola (hijo de Simón, ya fallecido), y al morir este fue repartida entre sus hijos. 
En 1895, la Revista del Museo de La Plata publicó un trabajo de Julio Koslowsky en el cual describe una nueva especie de lagartija, Anisolepis bruchi, capturada por Carlos Bruch sobre unos arbustos en la costa de Punta Lara, en diciembre de 1894. Al siguiente año la misma pasaría a la sinonimia de Anisolepis undulatus. 
En mayo de 1913, Martín Doello Jurado publica un trabajo donde establece la primera propuesta para conservar la zona como una reserva natural.
En el año 1922 Lucien Hauman publicó sus criterios para proteger la diversidad biológica del país; sobre el área de Punta Lara, allí da por destruida la selva del arroyo La Guardia, zona cercana a la estación del ferrocarril.
Al año siguiente Doello Jurado vuelve a describir el área y la necesidad de su protección en una nueva publicación.
Para esa época comienza a frecuentar el área el madrileño dr. Ángel Lulio Cabrera, quien en el año 1939 publicó un trabajo donde describió el relicto de selva que margina al arroyo Las Cañas, lo imperioso y útil de su protección, y recomendando su expropiación para la creación de una “Reserva Natural”.
La creación del área protegida
Agustín Silvani Gómez, director general de Agricultura, Ganadería, e Industrias de la Provincia de Buenos Aires, presentó el trabajo de Cabera ante el Ministerio de Obras Públicas, lo que logró que la zona fuese declarada reserva biológica, gracias al decreto 10839 del Poder Ejecutivo provincial, autorizando mediante este a la Comisión Honoraria de Parques Provinciales a negociar con su propietario, Martín Pereyra Iraola, un convenio de ocupación precaria (por 10 años), y a favor del gobierno provincial, de la fracción que comprende al arroyo Las Cañas. Este convenió se rubricó el 19 de febrero de 1943, fecha oficial de creación de la reserva natural Punta Lara.
En el año 1944 Cabrera y Dawson publicaron un trabajo clave para el área, denominado: “La Selva Marginal de Punta Lara, en la ribera Argentina del Río de La Plata”.
Por el decreto 18529 del 26 de agosto de 1949 el núcleo de selva de 30 hectáreas protegidas pasaron a la órbita de la Dirección de Política Forestal, bajo el nombre de "Reserva Forestal". Ese mismo año fue expropiada la gran estancia de los Pereyra Iraola por el gobierno de Juan Domingo Perón.
En el año 1958, el decreto 5421 la declaró "Reserva Natural Integral de Selva Marginal de Punta Lara", denominación que sería con el tiempo la más conocida. Si bien ya bajo protección, permanecía amparada sólo en los papeles, pues aún restaban implementarse las acciones efectivas para su conservación, las que tuvieron que esperar hasta la década de 1970 cuando se asignó un guardaparque (Oscar Gorosito y Angélica Schoenfeld), se construyó una vivienda para él, se alambró el predio, y se instaló cartelería que la identificaba como un área natural protegida.
En el año 1977, por medio del decreto ley 8782, se creó la Sociedad del Estado denominada Coordinación Ecológica Área Metropolitana Sociedad del Estado (CEAMSE), la que pasó a ser la titular de dominio de los bañados de San Juan, los que luego serían declarados parte de esta reserva.
La reserva aún era un área vedada al público. Comenzó a ser abierta en el año 1986 por intermedio de las visitas educativas. En el año 1988 las recorridas se hicieron más cómodas gracias a que se construyó un sendero sobreelevado en madera para ser recorrido por los visitantes, con una extensión de 600 metros.
En el año 1994 mediante la ley 11544 pasó a llamarse "reserva natural integral Selvas del Río de la Plata"; además esa ley amplió la superficie protegida, pasando esta de 30 ha a cerca de 500 ha. 
En el año 2001 por medio de la ley 12814 volvió a aumentar su superficie: de 500 ha pasó a poseer 6000 ha, al incluirse dentro de la reserva natural integral Punta Lara a toda la costa del Parque Pereyra Iraola, incluyendo las que corresponden a la propiedad del CEAMSE.

## Patrimonio biológico
Ecorregiones
Ecorregionalmente su superficie emergida pertenece a tres ecorregiones terrestres: el sector de pastizales alejado del Río de la Plata se incluye en la de las pampas húmedas; el sector de bajios ribereños es propio de la del delta e islas del río Paraná; finalmente, sobre pequeños cordones de conchillas se hace presente el bosque subxerófilo adscripto al espinal.
Las aguas del Río de la Plata, la de los bajíos inundables por este y la de los canales y arroyos se insertan en la ecorregión de agua dulce Paraná inferior.
Las características del predio lo hacen poseer una importante riqueza en biodiversidad. Esta reserva forma un eslabón más del rosario de reservas de la ribera derecha del Río de la Plata superior,  las que conforman un corredor de biodiversidad que une el delta del Paraná y se continúa por las reservas de parque natural Municipal Ribera Norte en San Isidro, la de Vicente López en el partido homónimo, ya en la ciudad de Buenos Aires Ciudad Universitaria y Costanera Sur, y Punta Lara, en Ensenada.

### Flora
La reserva de Punta Lara resguarda unas 800 especies de plantas vasculares, en sus variadas comunidades vegetales.
La selva marginal
En los albardones del arroyo Las Cañas, y sobre unas 10 ha, se ha desarrollado la selva marginal, con especies subtropicales; bajo un tipo específico del área del Plata, la cual es denominada «monte blanco». Esta selva marginal pertenecen al distrito fitogeográfico de las selvas mixtas de la provincia fitogeográfica paranaense, y sus especies descienden por las galerías selváticas que bordean al río Uruguay, y en mucha menor medida el río Paraná. Antaño cubría los albardones de las islas del delta inferior del río Paraná, y algunos sectores restringidos de la costa bonaerense del Río de la Plata superior y las desembocaduras de los cursos de agua en el mismo, pero hoy ha quedado reducida a unas pocas hectáreas de gran valor ecológico. Es por ello que fue creada esta reserva en la década de 1950, junto al proyecto de declarar a esta zona un parque nacional. Esta selva es la más austral de las selvas subtropicales americanas.
El estrato arbóreo está integrado por: el laurel negro (Ocotea acutifolia), el chal-chal (Allophylus edulis), el mata ojo (Pouteria salicifolia), el blanquillo (Sebastiania brasiliensis), el yerba del bugre (Lonchocarpus nitidus), el tarumá (Citharexylum montevidense), el palo amarillo (Terminalia australis), los canelones (Myrsine laetevirens y Myrsine parvula), y la anacahuita (Blepharocalyx salicifolius), siendo más raras otras especies, como el ingá y el timbó colorado (Enterolobium contortisiliquum). 
Bajo el estrato superior se desarrollan los estratos arbustivos y herbáceos. Allí destaca uno de los elementos florísticos más importantes, los cañaverales de yatevó o tacuara brava (Guadua trinii), siendo este el lugar con bambúes más meridional en la vertiente Atlántica americana. Son abundantes las malvas (Pavonia malvaceae), y el tala gateador (Celtis iguanaea), así como cerca 25 especies de helechos, los que se desarrollan sobre el sustrato o troncos caídos. Finalmente, se encuentran un estrato escandente y otro epifítico, en donde se encuentran algunas especies de helechos epífitos, una cactácea, una orquídea, y varios clavel del aire. Sobre la corteza de los troncos abundan los líquenes, de los que fueron registrados 52 especies.
Desde fines de siglo XX e inicios del siglo XXI, se ve amenazada por la invasión de especies exóticas como el ligustro, la ligustrina, la madreselva, y la zarzamora.
Las áreas pantanosas
Combina especies como el ceibo, el sauce criollo, y el curupí, es decir, vegetación característica de las áreas pantanosas del delta del Paraná. Estos pantanos están fuertemente invadidos por una especie ornamental exótica: el lirio amarillo (Iris pseudacorus).  
Albardones de conchillas y áreas de pastizal
En antiguos albardones de conchillas se hacen presentes el tala, el sombra de toro y el espinillo, árboles pertenecientes al subdistrito fitogeográfico del tala del distrito fitogeográfico del algarrobo, perteneciente a la provincia fitogeográfica del espinal.

### Fauna
Hasta el año 2012, fueron inventariadas en la reserva de Punta Lara 451 especies de vertebrados.
Peces
Se han registrado 59 especies de peces en la reserva.
Anfibios
Se han registrado 19 especies de anfibios en la reserva.
Reptiles
Se han registrado 24 especies de reptiles en la reserva.
Aves
Se han registrado 314 especies de aves en la reserva. Son preponderantes entre los componentes faunísticos, siendo posiblemente el sitio con más especies de aves registradas en la provincia, muchas de ellas nidifican en el área.
Mamíferos
Se han registrado 34 especies de mamíferos en la reserva.
Invertebrados
Hasta el año 2012, fueron inventariadas en la reserva de Punta Lara 115 especies de mariposas diurnas, e innumerables especies de otros invertebrados, entre los que destacan especies fieles al ecosistema selvático.

## Acceso y visitas a la reserva
Los modos de acceso más comunes a esta reserva ecológica son, además del automóvil —particular o taxi—, líneas de colectivos que llegan a Punta Lara.
Se accede al centro operativo siempre transitando la avenida costanera Almirante Brown (ruta provincial
N° 11). A este camino se llega por el sudeste desde las ciudades de La Plata (por la diagonal 74) y desde la ciudad de Ensenada (por la Avenida Bossinga —ruta provincial N° 15—). 
A la av. costanera A. Brown también se puede llegar desde el noroeste, partiendo de la ciudad de Villa Elisa, a través del llamado “Camino Negro” (la ex ruta provincial N° 19); esta carretera (con pavimento en muy mal estado) atraviesa 8 km dentro de la reserva, permitiendo conocer primero los pastizales pampeanos, luego pajonales, bosques ribereños y selvas marginales, hasta terminar en la ribera del Plata, en el paraje Boca Cerrada. Desde allí se dobla hacia la derecha alcanzando el centro operativo luego de 1800 metros.
El centro operativo se sitúa sobre la av. costanera A. Brown, unas decenas de metros al noroeste de la desembocadura del arroyo Las Cañas en el Río de la Plata e inmediatamente al norte del barrio de Punta Lara. Allí se encuentran las viviendas de los guardaparques, el galpón-taller, y la sala de interpretación —denominada “Dr. Humberto Fabris”—. De la misma parte un circuito de interpretación Ambiental de 600 metros de largo llamado “Sendero del Chiricote”, por el cual se realizan las visitas guiadas. Gracias a él se puede conocer el interior de la selva ribereña en la zona del arroyo Las Cañas; además permite recorrer una porción del pajonal sin ningún tipo de dificultad, gracias a que está construido mediante pasarelas de madera sobreelevadas.
Se accede gratuitamente. Es ideal para paseos recreativos, o para avistar aves, plantas, insectos, y naturaleza en general.